# Francisco de Oliveira Rocha
Francisco de Oliveira Rocha (Patu, 31 de outubro de 1923) é um industrial, comerciante, contabilista e político brasileiro que foi deputado federal pelo Rio Grande do Norte.

## Dados biográficos
Filho de Joaquim de Olveira Rocha e Helena Fernandes Rocha. Formado em Contabilidade em 1945 na Escola Técnica de Comércio de Mossoró trabalhou ainda como industrial e comerciante e em 1975 obteve o bacharelado em Direito pelo Centro Universitário de Brasília. Sua primeira filiação partidária foi ao MDB e por esse partido foi eleito deputado federal em 1974. Candidato a senador por uma sublegenda do partido em 1978 foi derrotado pela ARENA que elegeu Jessé Freire. Candidato a deputado federal pelo PDS em 1982 e pelo PDT em 1994 não obteve sucesso em nenhuma das tentativas fixando depois residência em Brasília.